# Лекич, Деян
Де́ян Ле́кич (серб. Дејан Лекић / Dejan Lekić; 7 июня 1985, Кралево, Югославия) — сербский футболист, нападающий.

## Карьера

### В клубах
В 17-летнем возрасте Деян попал в молодёжную команду клуба «Слога» из Кралево. Там Лекич провёл один год, после чего стал игроком «Поповичи». С 2005 по 2007 год Деян играл в «Металаце», а с 2007 по 2009 в «Земуне». В июле Лекич за 50 тысяч евро перешёл в «Црвена Звезду». В чемпионате Сербии он дебютировал 15 августа, выйдя в стартовом составе на матч с «Ягодиной» и впоследствии сделал дубль. Всего в сезоне 2009/10 Деян провёл 27 матчей и забил 12 голов, став пятым в гонке бомбардиров. Благодаря этим достижениям на игрока обратили внимание испанские клубы «Расинг» и «Осасуна». 28 июня 2010 года «Осасуна» заплатила за Деяна 2 600 000 € и подписала игрока сроком на 5 лет. В первом сезоне в новой команде Деян сыграл в Примере 27 матчей, забив 2 мяча на последних минутах встреч. Один из них оказался победным в ворота «Севильи». В Кубке Испании он провёл 2 матча и один раз отметился голом. 11 февраля 2012 года дубль игрока принёс «Осасуне» сенсационную победу над «Барселоной».

### В сборной
В национальной сборной Сербии Деян Лекич дебютировал 14 ноября 2009 года в товарищеском матче со сборной Северной Ирландии. Позже он сыграл ещё два товарищеских матча весной 2010. Лекич был кандидатом на поездку на чемпионат мира 2010 года, но 21 мая был исключён из предварительной заявки.

#### Матчи и голы за сборную Сербии
| № | Дата           | Место                                      | Оппонент          | Счёт | Голы Лекича | Соревнование      |
| 1 | 14 ноября 2009 | «Уиндзор Парк», Белфаст, Северная Ирландия | Северная Ирландия | 1:0  | -           | Товарищеский матч |
| 2 | 3 марта 2010   | Стадион 5 июля 1962 года, Алжир, Алжир     | Алжир             | 3:0  | -           | Товарищеский матч |
| 3 | 7 апреля 2010  | «Нагаи», Осака, Япония                     | Япония            | 3:0  | -           | Товарищеский матч |

Итого: 3 матча; 3 победы, 0 ничьих, 0 поражений.
(откорректировано по состоянию на 12 февраля 2012)

## Достижения
«Црвена Звезда»
- Обладатель Кубка Сербии: 2009/10